# Teatru Manoel

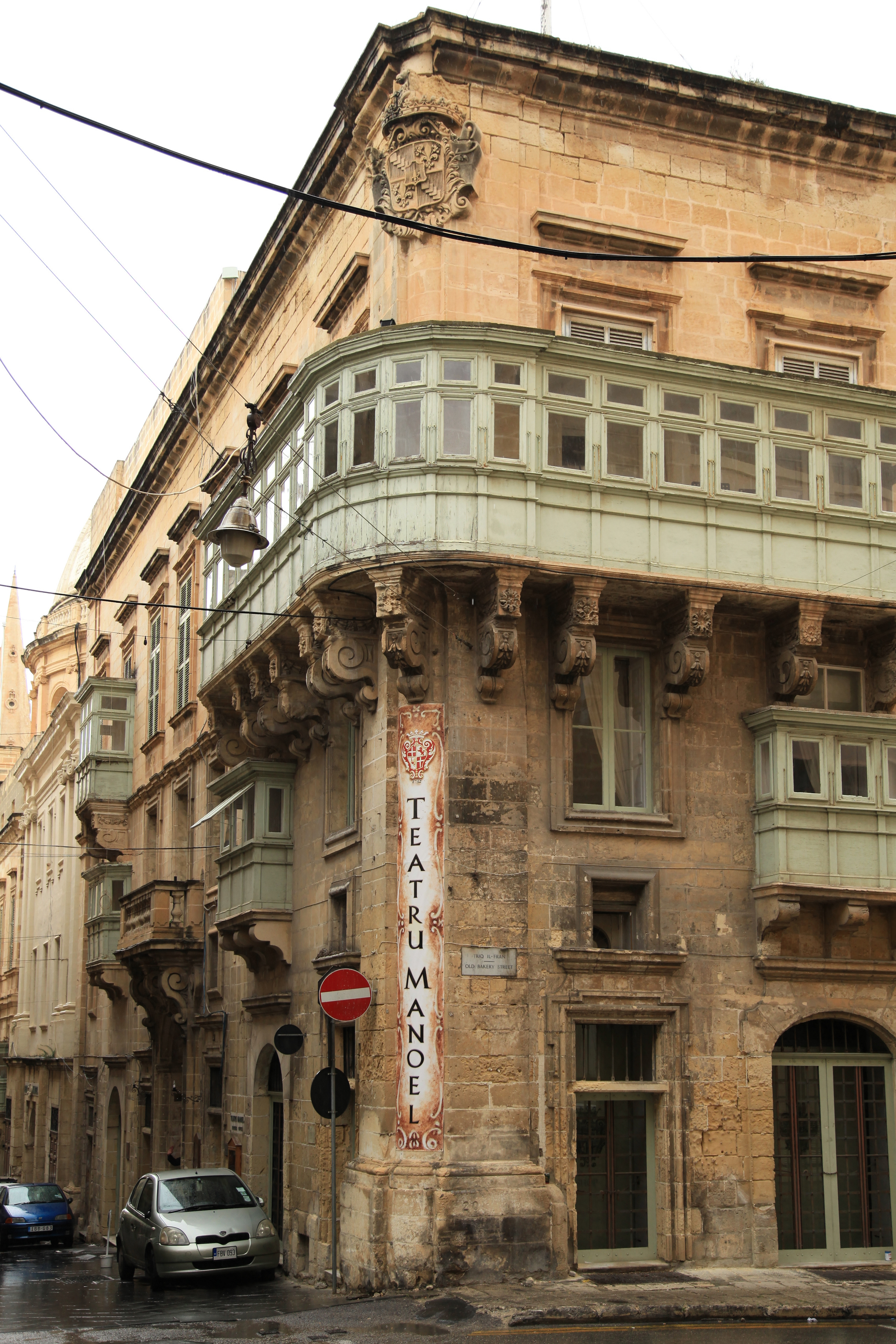
Das Teatru Manoel von außen

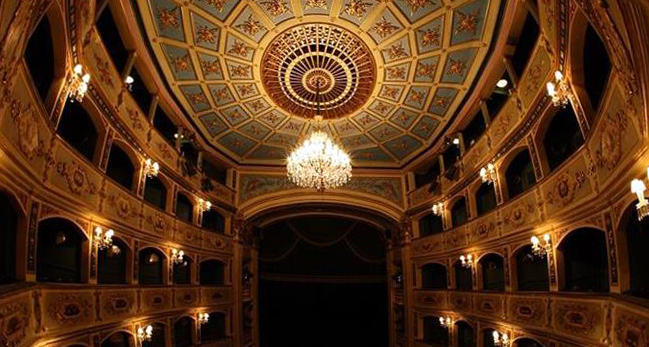
Das Teatru Manoel von innen

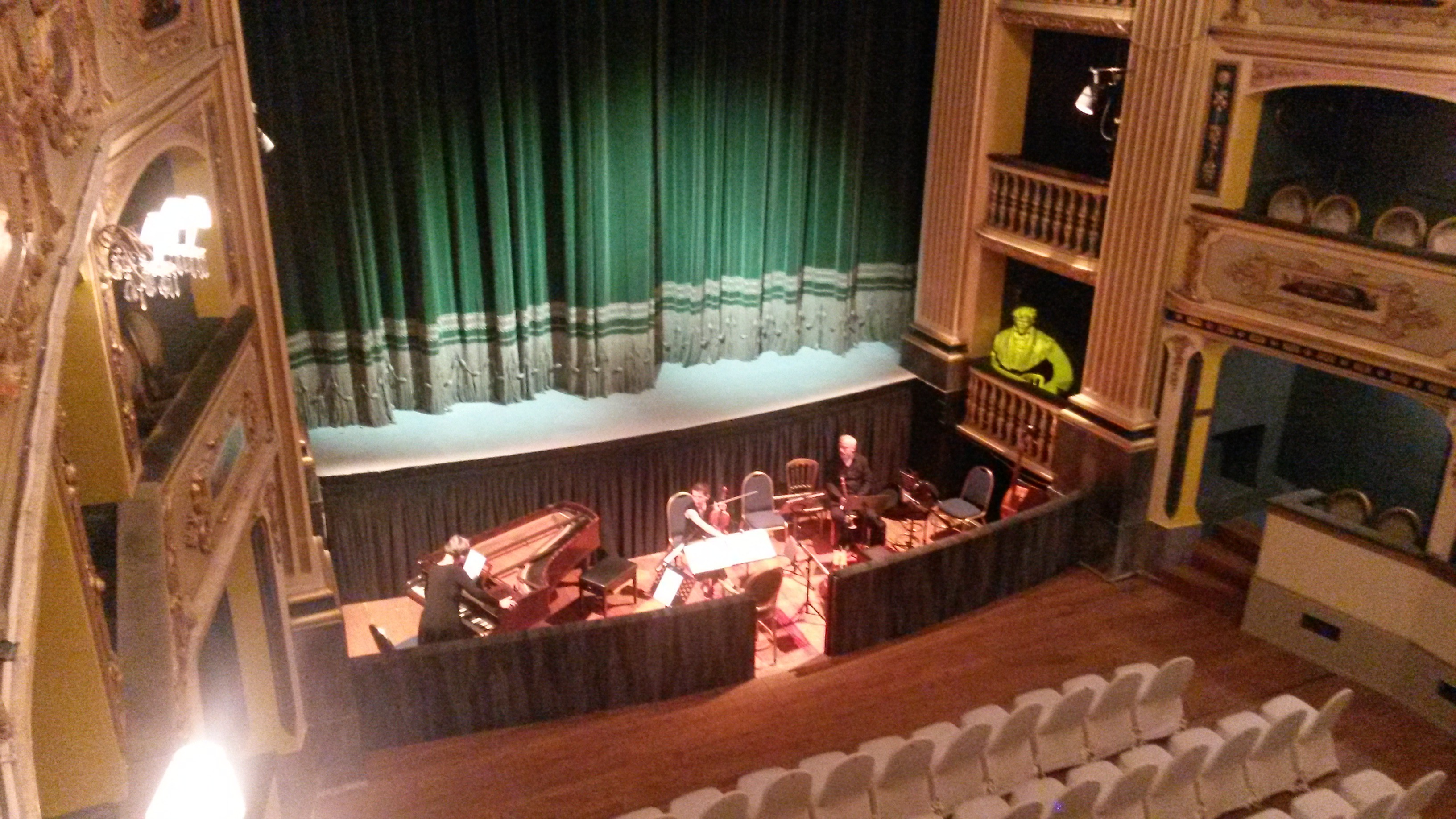
Blick zum Orchestergraben

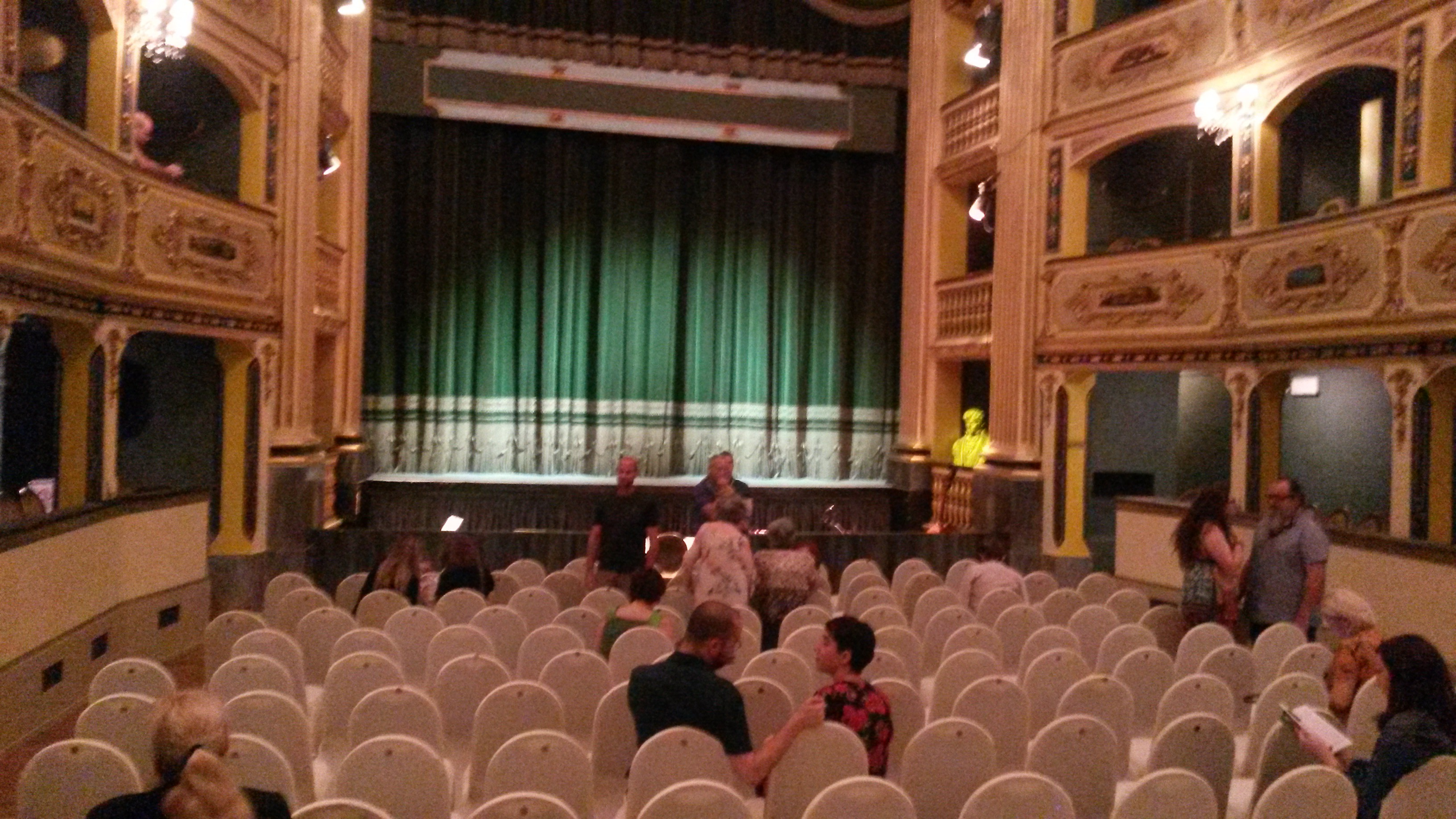
Innenansicht (2018)

Das Teatru Manoel in Valletta, Malta, ist eine seit 1732 aufführende Bühne. Maltas Nationaltheater gehört zu Europas ältesten Theatern. Es gilt als das drittälteste bespielte Theater der Welt und als das älteste im Commonwealth.

## Geschichte
Der Großmeister Antonio Manoel de Vilhena ließ das Teatru Manoel 1731 nach seinem Willen „zur ehrenvollen Erbauung des Volkes“ bauen. Die Tragödie Merope von Scipione Maffei wurde als erstes Stück am 9. Januar 1732 aufgeführt.
Ende des 19. Jahrhunderts wurde das Gebäude als Tanzsaal und im 20. Jahrhundert als Kino genutzt. Im Zweiten Weltkrieg diente es als Schutzraum. 1956 wurde das Theater verstaatlicht. Nach umfangreicher Restaurierung nahm es 1960 als maltesisches Nationaltheater den Betrieb wieder auf.
Es ist auf die klassischen darstellenden Künste spezialisiert, doch werden auch Jazz, Folk und Rockkonzerte darin aufgeführt.

## Architektur
Das Teatru Manoel ist bekannt für den ovalen Zuschauerraum, der 1844 in Anlehnung an das venezianische Teatro La Fenice gestaltet wurde. Das Innere des barocken Gebäudes hat 623 Plätze und vier Ränge aus handbemaltem Holz. Die Decke ist mit 22 Karat vergoldet.

## Uraufführungen im Teatru Manoel (Auswahl)
- 8. April 2016: The Price of One. Theaterstück von Edward Bond. Chris Cooper (Regie).[1][2]
- 26. Januar 2017: Concertino für Gitarre, Cembalo und Orchester von Reuben Pace. Malta Philharmonic Orchestra, Michelle Castelletti (Dirigentin), Johanna Beisteiner (Gitarre), Joanne Camilleri (Cembalo).[3][4]